# Homoeosoma soaltheirellum
Homoeosoma soaltheirellum is een vlinder uit de familie snuitmotten (Pyralidae). De wetenschappelijke naam is voor het eerst geldig gepubliceerd in 1965 door Roesler.
De soort komt voor in Europa.